# 德島縣立博物館

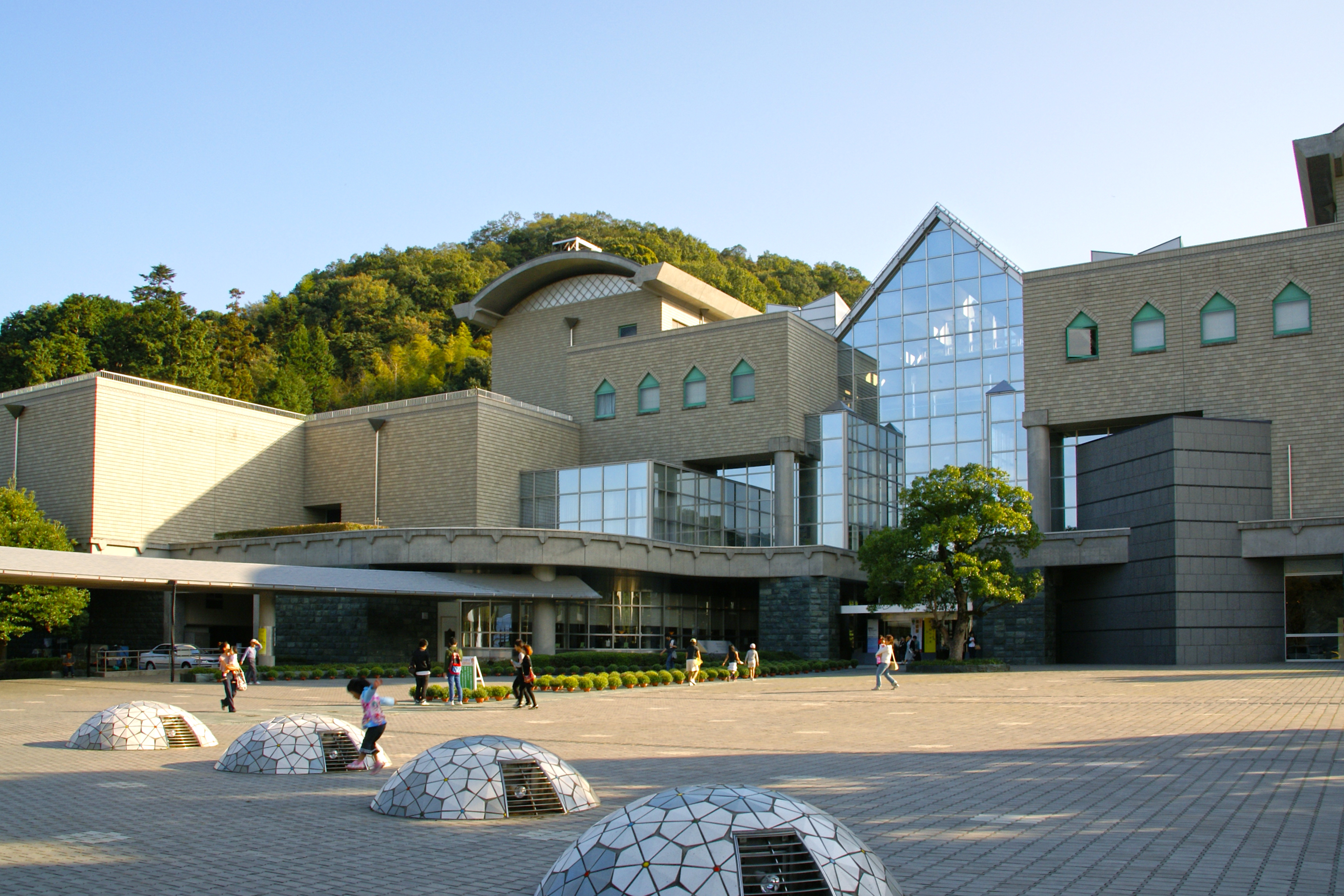
德島縣立博物館

德島縣立博物館（日语：とくしまけんりつはくぶつかん）是位於日本德島縣德島市文化之森綜合公園（向寺山）的一座博物館。博物館的代表色是水色，收藏展示有關阿波國、德島縣和四國的歷史有關的資料。博物館前身是德島縣博物館，開業於1959年12月10日，當時位於阿波舞會館。1990年3月31日搬遷至現在地址。

## 外部連結
- 徳島県立博物館 （页面存档备份，存于）

34°2′23″N 134°31′34″E / 34.03972°N 134.52611°E